# Vultee V-11
Los Vultee V-11 y V-12 fueron aviones de ataque estadounidenses de los años 30. Desarrollados desde el avión de línea monomotor Vultee V-1, los V-11 y V-12 fueron comprados por varias fuerzas armadas nacionales, incluyendo China, que los usó en combate contra las fuerzas japonesas en la segunda guerra sino-japonesa. El Cuerpo Aéreo del Ejército de los Estados Unidos compró siete V-11 como YA-19 en los años anteriores a la Segunda Guerra Mundial, probándolos para recabar datos para compararlos con los aviones bimotores de ataque ligero.

## Diseño y desarrollo

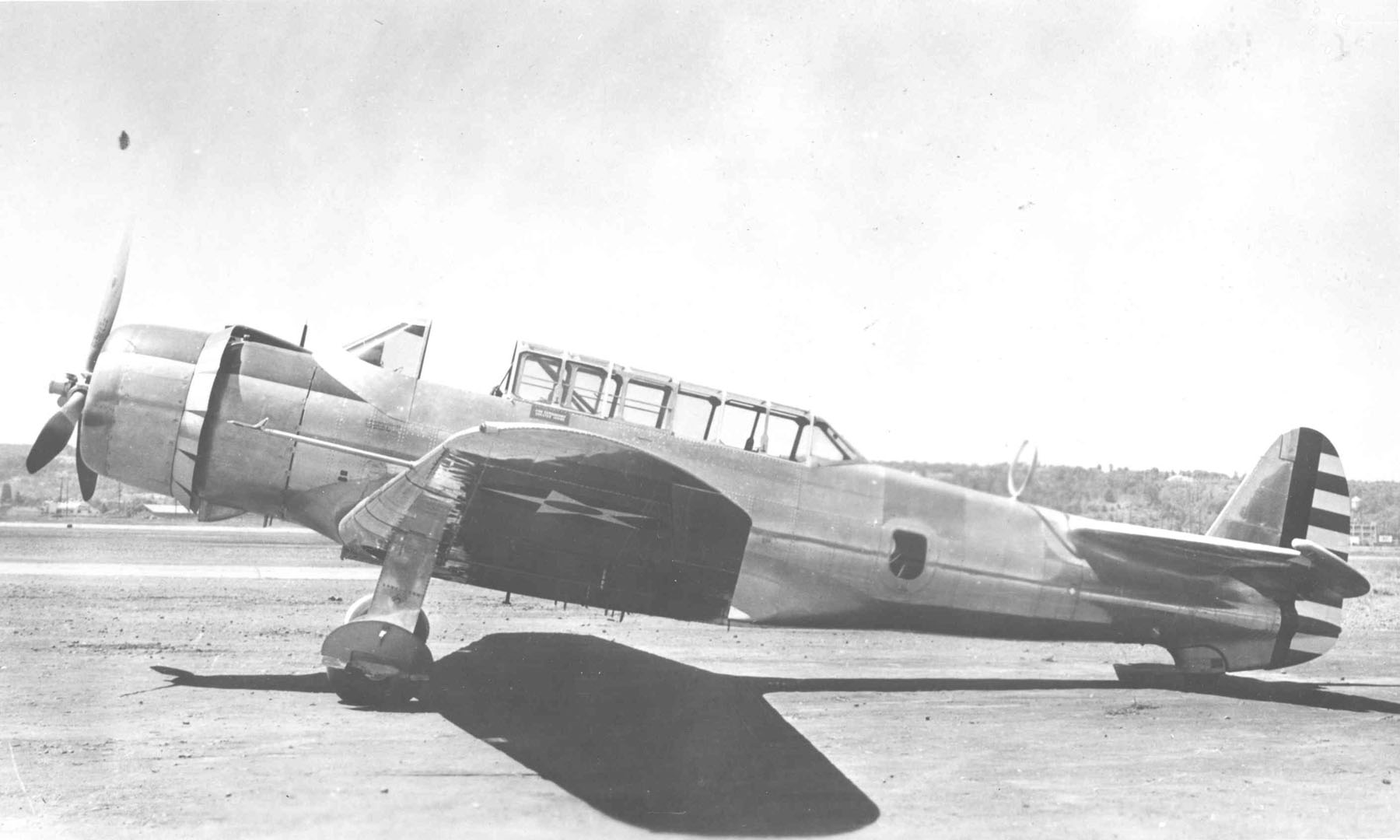
Vultee YA-19 durante las pruebas.

En 1935, Vultee produjo un derivado de bombardeo ligero de su transporte de pasajeros monomotor, el Vultee V-1, que, aun mostrando buenas prestaciones, solo se vendió en pequeñas cantidades debido a las restricciones impuestas al uso de aviones monomotores en operaciones programadas de transporte de pasajeros.
El avión resultante, el Vultee V-11, retenía el único motor, el formato de ala baja y la estructura de recubrimiento sujeto a tensión totalmente metálico del V-1. Combinaba un nuevo fuselaje con la acomodación para tres tripulantes bajo una larga cubierta de invernadero con las alas y superficies de cola del Vultee V-1.

## Historia operacional

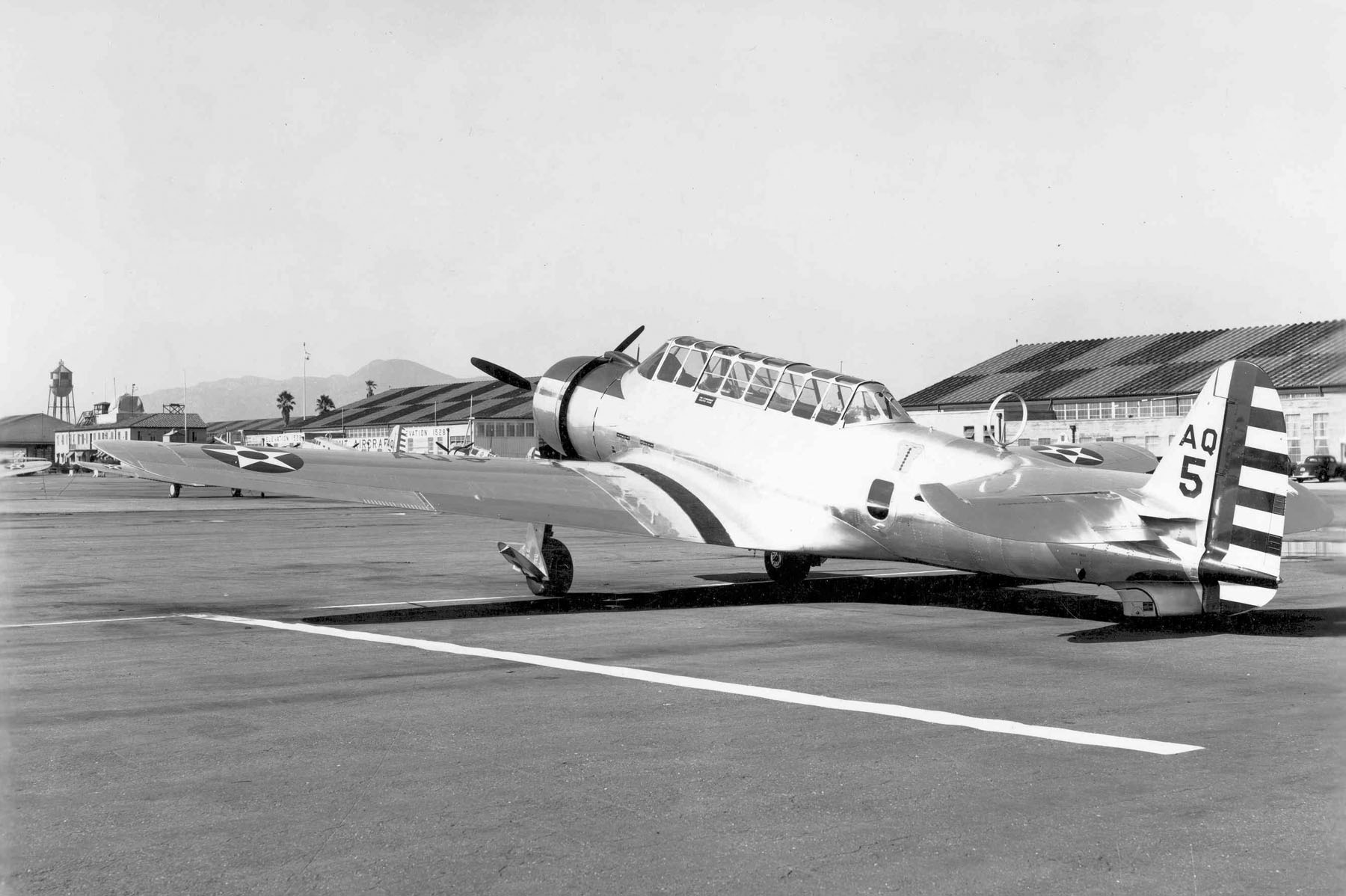
Vultee YA-19 No.5, 17th Attack Group, March Field, California, 12 de septiembre de 1939.

### Brasil
En febrero de 1939, el Cuerpo Aéreo del Ejército de Brasil adquirió 10 Vultee V-11-GB2 para el bombardeo de largo alcance. Finalmente, 26 aviones fueron usados por la Fuerza Aérea brasileña.
El 8 de noviembre de 1939, el avión 119 realizó un vuelo sin escalas de 3250 km por el interior del territorio brasileño en 11 horas y 45 minutos.
El 26 de agosto de 1942, un U-boat fue atacado a 50 millas de la costa de la ciudad de Araranguá al sur del Brasil. A pesar de la poca idoneidad para las operaciones antisubmarinas, el avión voló bajo y lanzó su carga de tres bombas de 250 libras, de las que alguna explosionó cerca del submarino. Una columna de agua y restos dañaron al avión en vuelo bajo.

### China
China emitió una orden inicial de 30 V-11G biplazas antes del final de 1935. Fue seguida por órdenes en 1935 de dos versiones (el V-12-C y el V-12-D) de la más potente variante V-12. Se planeó que la mayoría de ellos iba a ser montada a partir de equipos de montaje en la fábrica de la Central Aircraft Manufacturing Company en Loiwing, cerca de la frontera con Birmania, y aunque el primer lote de 25 V-12-C fue completado exitosamente, la fábrica fue fuertemente bombardeada justo después de que comenzase el ensamblaje de los primeros V-12-D. Esto resultó en que las células parcialmente montadas fueron evacuadas a la India, donde se planeó que los aviones fueran completados en la fábrica de la Hindustan Aircraft Limited en Bangalore. Sin embargo, después de que unos pocos fueran montados, la producción se detuvo ya que la fábrica se dedicó a trabajos de revisión más urgentes.
Los V-11 y V-12 fueron usados como bombarderos ligeros y tuvieron bastante éxito, incluyendo una misión de bombardeo de cuatro aviones del aeródromo tomado por los japoneses en Yuncheng, el 5 de febrero de 1939, por el 10th Squadron de la Fuerza Aérea de la República de China, antes de que los aviones fueran retirados de las misiones de bombardeo para realizar tareas de entrenamiento y enlace, en 1940.

### Estados Unidos
A finales de los años 30, el Cuerpo Aéreo del Ejército de los Estados Unidos era más favorable a los aviones bimotores de ataque ligero, pero se ordenaron siete YA-19 en el verano de 1938 con propósitos comparativos. Los YA-19 estaban armados con seis ametralladoras de 7,62 mm y 490 kg de bombas en una bodega interna, propulsados por un motor radial Twin Wasp de 895 kW (1200 hp), y estaban tripulados por tres hombres (piloto, observador/artillero, y bombardero/fotógrafo).
Una característica interesante del diseño del YA-19 era su estabilizador horizontal, localizado por delante de la cola vertical. El pequeño tamaño del estabilizador vertical causó algo de inestabilidad direccional (en el eje de guiñada), así que el último YA-19 (38-555) fue equipado con un estabilizador vertical agrandado.
Las pruebas de servicio mostraron que los aviones de ataque bimotores eran más rápidos, podían ser armados mejor y llevaban una mayor carga de bombas, así que no se ordenaron más YA-19. Tras las pruebas de comparación, cinco YA-19 fueron redesignados A-19 y asignados al 17th Attack Group en March Field en California por un breve periodo, antes de ser transferidos a la Zona del Canal de Panamá para realizar tareas de transporte utilitario y enlace. El A-19 nunca entró en combate y fue rápidamente reemplazado a principios de los años 40.

### Unión Soviética
En 1936, la Unión Soviética compró cuatro V-11-GB triplaza, junto con una licencia de producción. El avión entró en producción soviética en 1937 como BSh-1 (Bronirovanny Shturmovik), pero el blindaje instalado para las tareas de ataque al suelo redujeron las prestaciones de forma inaceptable y la producción se detuvo tras fabricar 31 aparatos. Fueron transferidos a Aeroflot y redesignados PS-43 para su uso como transportes de alta velocidad hasta la invasión alemana de 1941, cuando fueron devueltos a la Fuerza Aérea para realizar tareas de enlace.

## Variantes

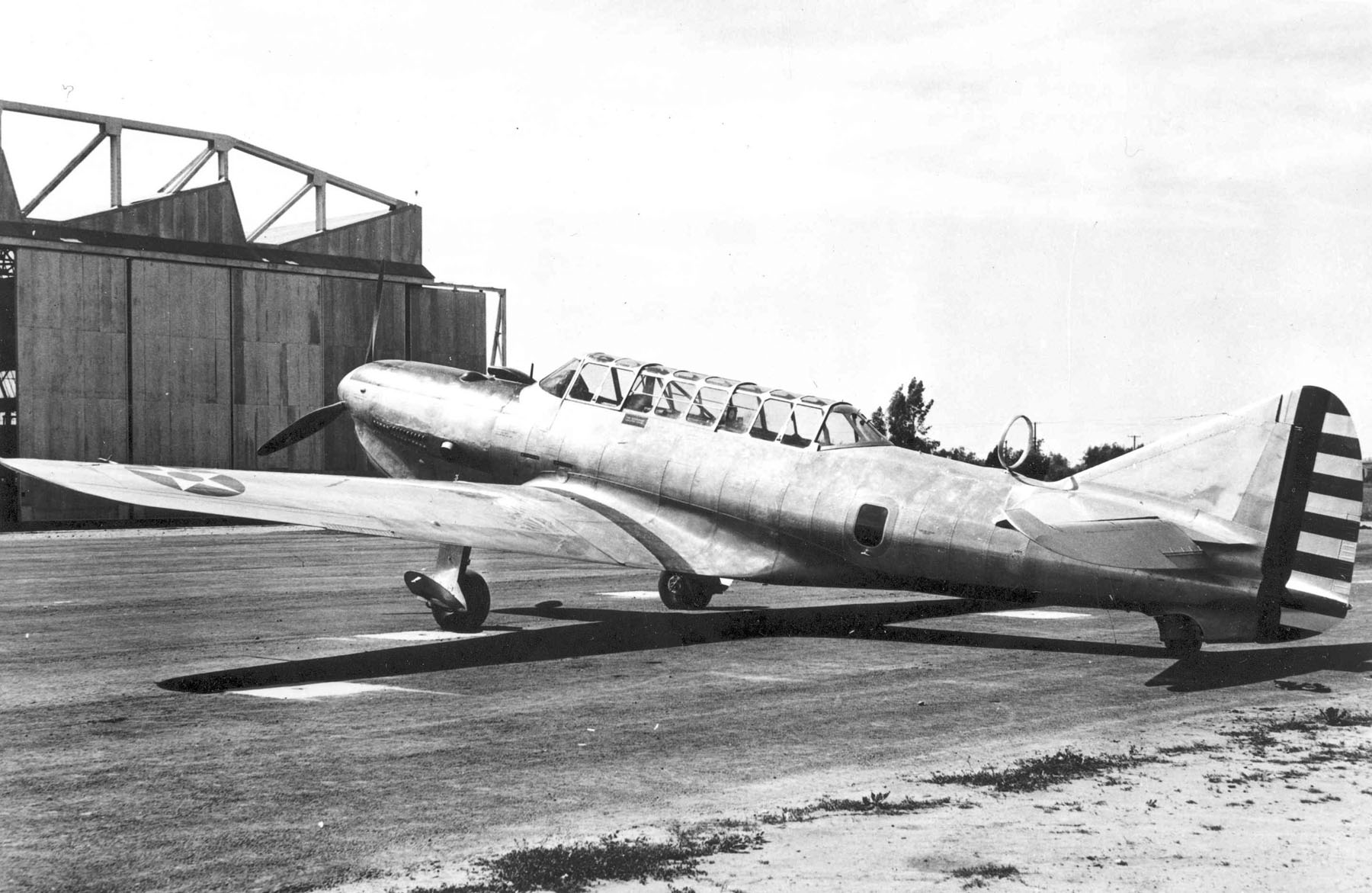
Vultee YA-19A propulsado por un motor Lycoming O-1230.

V-11
Dos prototipos. El primero se estrelló, muriendo el piloto y el ingeniero del proyecto.
V-11-G
Bombardero ligero biplaza original. Propulsado por un motor Wright R-1820-G2 Cyclone de 746 kW (1000 hp). 30 construidos para China.
V-11-GB
Versión triplaza del V-11. Cuatro aviones comprados por la Unión Soviética (2 usados como aviones patrón), 40 por Turquía.
V-11-GB2
26 aparatos comprados por Brasil (en general, similares al V-11-GB).
V-11-GB2F
Ejemplar final para Brasil equipado con flotadores, que no fue aceptado.
BSh-1
Versión blindada soviética de ataque a tierra. Propulsada por un M-62 de 686 kW (920 hp). La producción se detuvo tras completar 31 aviones.
PS-43
Designación dada al BSh-1 cuando pasó a ser usado por Aeroflot como transporte ligero.
YA-19
Variante del V-11-GB para el Cuerpo Aéreo del Ejército de los Estados Unidos. Siete ejemplares construidos.
YA-19A
El último YA-19 fue redesignado y completado como bancada de motores. Equipado con estabilizador vertical agrandado (para mejorar la estabilidad longitudinal) y propulsado por un motor Lycoming O-1230 (12 cilindros opuestos).
YA-19B
El segundo YA-19 fue redesignado tras ser equipado con un motor radial Pratt & Whitney R-2800 como bancada de motores.
YA-19C
El YA-19A fue redesignado tras ser equipado con un motor Pratt & Whitney R-1830-51 Twin Wasp. Las prestaciones eran similares a las del YA-19.
A-19
Los restantes YA-19 fueron redesignados A-19 tras asignarlos al servicio activo.
V-12
Versión revisada del bombardero triplaza con aerodinámica refinada y más potencia. Un prototipo voló en 1939 propulsado por un motor Pratt & Whitney R-1830 Twin Wasp.
V-12-C
Versión de producción del V-12 para China. Propulsado por un motor R-1820-G105B Cyclone. 26 construidos, uno por Vultee y los restantes 25 ensamblados en China.
V-12-D
Versión revisada con nuevo fuselaje y propulsada por un motor Wright R-2600 Cyclone 14 de 1190 kW (1600 hp). 52 ordenados por China, dos aviones patrón construidos por Vultee y 50 de ensamblado local.
V-52
Diseño de observación no construido, basado en el YA-19.

## Operadores
Referencias de Baugher.
 Brasil
Cuerpo Aéreo del Ejército de Brasil: Vultee V-11-GB2 (31).
 República de China
Fuerza Aérea de la República de China: Vultee V-11G (30), V-12-C (26), V-12-D (52).
 Estados Unidos
Cuerpo Aéreo del Ejército de los Estados Unidos: A-19/V-11GB (7).
 Turquía
Fuerza Aérea Turca: Vultee V-11GB (41).
 Unión Soviética
Fuerza Aérea Soviética: Vultee V-11GB (4), BSh-1 (31).

## Especificaciones (YA-19)
Referencia datos: US Air Force Museum

### Características generales
- Tripulación: Tres (piloto, observador/artillero, y bombardero/fotógrafo)
- Longitud: 11,5 m (37,8 ft)
- Envergadura: 15,2 m (50 ft)
- Altura: 3,1 m (10 ft)
- Superficie alar: 32,3 m² (347,7 ft²)
- Peso máximo al despegue: 4736 kg (10 438,1 lb)
- Planta motriz: 1× motor radial de 14 cilindros en dos filas refrigerado por aire Pratt & Whitney R-1830-17 Twin Wasp.
  - Potencia: 895 kW (1234 HP; 1217 CV)

### Rendimiento
- Velocidad máxima operativa (Vno): 370 km/h (230 MPH; 200 kt)
- Alcance: 2174 km (1174 nmi; 1351 mi)
- Techo de vuelo: 6250 m (20 505 ft)

### Armamento
- Ametralladoras: 

  - 4x Browning M1919 de 7,62 mm de tiro frontal en las alas
  - 1 de 7,62 mm para la defensa trasera
  - 1 de 7,62 mm de tiro ventral
- Bombas: 

  - 489,88 kg en bodega interna

## Aeronaves relacionadas

### Desarrollos relacionados
- Vultee V-1

### Aeronaves similares
- Northrop A-17
- Fairey Battle
- Neman R-10

### Secuencias de designación
- Secuencia V-_ (interna de Vultee): ← V-1 - V-11 - V-12 - V-20 - V-32 - V-33 -- V-49 - V-50 - V-51 - V-52 - V-54 - V-55 - V-56 →
- Secuencia A-_ (Aviones de Ataque del USAAS/USAAC/USAAF, 1924-1947): ← A-16 - A-17 - A-18 - A-19 - A-20 - A-21 - A-22 →